# Clavulinopsis sulcata
Clavulinopsis sulcata är en svampart som beskrevs av Overeem 1923. Clavulinopsis sulcata ingår i släktet Clavulinopsis och familjen fingersvampar.   Inga underarter finns listade i Catalogue of Life.

## Bildgalleri

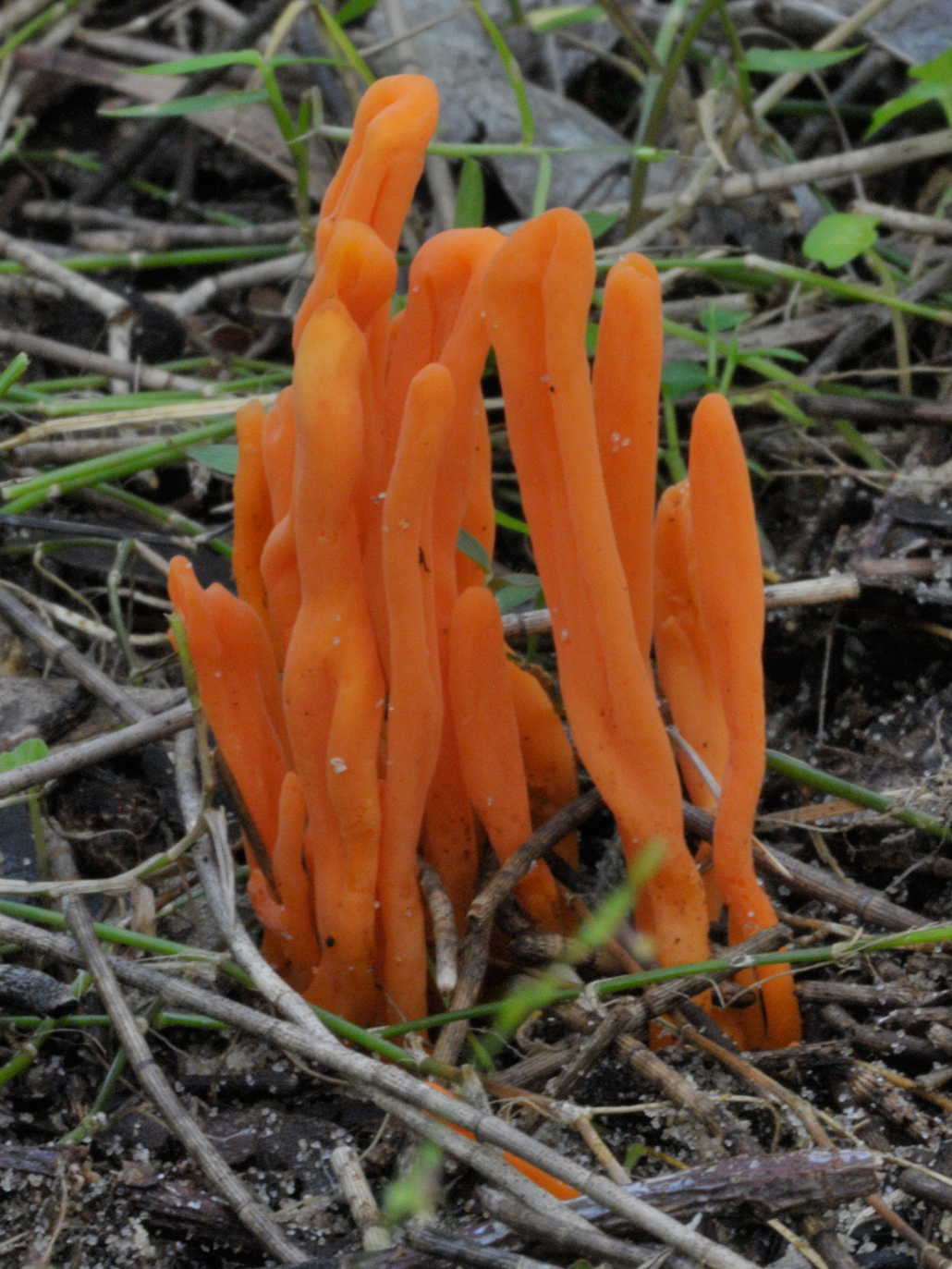